# Copa de la Princesa de Voleibol 2015
La Copa de la Princesa es una competición que se disputa en el voleibol a lo largo de dos días en una misma sede. La competición se lleva disputando durante varios años, siendo esta la VIII edición. En esta ocasión, el CDM Entrevías en Madrid (España) acogerá un torneo cuya organización corrió a cargo del VP Madrid.

## Sistema de competición
La primera fase se lleva a cabo durante la primera ronda de la liga regular o Superliga 2. Los 3 equipos con mayor número de puntos se clasifican por la vía deportiva y el organizador. En caso de que este esté en esas tres plaza, también iría el cuarto clasificado.
Una vez dentro, los equipos juegan un torneo con formato de "Final Four" con semifinales y final. En las semifinales se enfrentan los primeros contra los segundos del otro grupo. Los finalistas se dan cita al día siguiente para conocer quién será el vencedor y por lo tanto el campeón de la competición oficial.

## Equipos participantes
Organizador:
· VP Madrid
Equipos de esta edición:
· CV Torrelavega
· Figaro Haris Tenerife
· Sant Boi

## Cuadro de la Copa
|  | Semifinales | Semifinales           | Semifinales | Semifinales    | Semifinales | Semifinales | Semifinales |    |    | Final                 | Final | Final | Final | Final | Final | Final |  |
|  |             |                       |             |                |             |             |             |    |    |                       |       |       |       |       |       |       |  |
|  |             |                       |             |                |             |             |             |    |    |                       |       |       |       |       |       |       |  |
|  | 2           | VP Madrid             | 18          | 25             | 25          | 14          | 9           |    |    |                       |       |       |       |       |       |       |  |
|  | 2           | VP Madrid             | 18          | 25             | 25          | 14          | 9           |    |    |                       |       |       |       |       |       |       |  |
|  | 3           | Figaro Haris Tenerife | 25          | 21             | 20          | 25          | 15          |    |    |                       |       |       |       |       |       |       |  |
|  | 3           | Figaro Haris Tenerife | 25          | 21             | 20          | 25          | 15          |    | 3  | Figaro Haris Tenerife | 22    | 25    | 32    | 28    |       |       |  |
|  |             |                       |             |                |             |             |             |    | 3  | Figaro Haris Tenerife | 22    | 25    | 32    | 28    |       |       |  |
|  |             |                       | 1           | CV Torrelavega | 25          | 20          | 30          | 26 |    |                       |       |       |       |       |       |       |  |
|  | 3           | CV Torrelavega        | 1           | CV Torrelavega | 25          | 20          | 30          | 26 | 25 | 25                    | 20    | 25    |       |       |       |       |  |
|  | 3           | CV Torrelavega        |             |                |             |             |             |    | 25 | 25                    | 20    | 25    |       |       |       |       |  |
|  | 1           | Sant Boi              | 17          | 18             | 25          | 23          |             |    |    |                       |       |       |       |       |       |       |  |
|  | 1           | Sant Boi              | 17          | 18             | 25          | 23          |             |    |    |                       |       |       |       |       |       |       |  |
|  |             |                       |             |                |             |             |             |    |    |                       |       |       |       |       |       |       |  |

| Predecesor: Copa de la Princesa 2014 Miranda de Ebro | 'Copa de la Princesa 2015' Madrid | Sucesor: Copa de la Princesa 2016 Guadalajara |